# Dale Earnhardt
Ralph Dale Earnhardt, Sr. (Kannapolis, 29 de abril de 1951 — Daytona Beach, 18 de fevereiro de 2001) foi um piloto estadunidense da NASCAR.

## Carreira

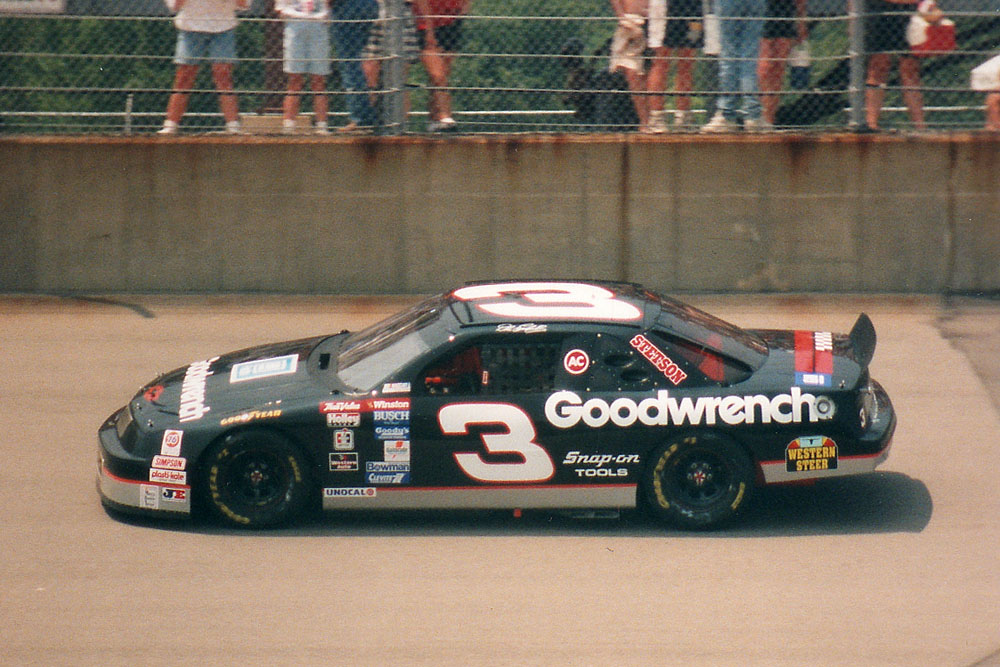
Carro de Dale Earnhardt em 1994.

Sete vezes campeão da Winston Cup (atual NASCAR Cup Series), teve no total 76 vitórias, incluindo as 500 Milhas de Daytona de 1998 e as 600 Milhas de Charlotte nos anos de 1986, 1992 e 1993. Era conhecido como "The Intimidator" (O Intimidador), por causa da sua forma de pilotar intimidando outros pilotos durante a corrida.
Apesar de seu heptacampeonato na categoria, levou 20 anos para a ganhar a Daytona 500, feito obtido na edição de 1998. Em 2001, o seu filho, Dale Earnhardt Jr., também correu e terminou em segundo lugar naquela que seria a sua ultima corrida.

## Morte
Morreu após um acidente ocorrido na última volta das 500 Milhas de Daytona de 2001, envolvendo três carros. Casado 3 vezes, sua última esposa Teresa, pediu para Dale parar de correr, mas nunca conseguiu.
Após a morte de Earnhardt, a NASCAR passou a adotar inúmeras mudanças nos carros e nos circuitos a fim de aumentar a segurança dos pilotos.